# Homarium

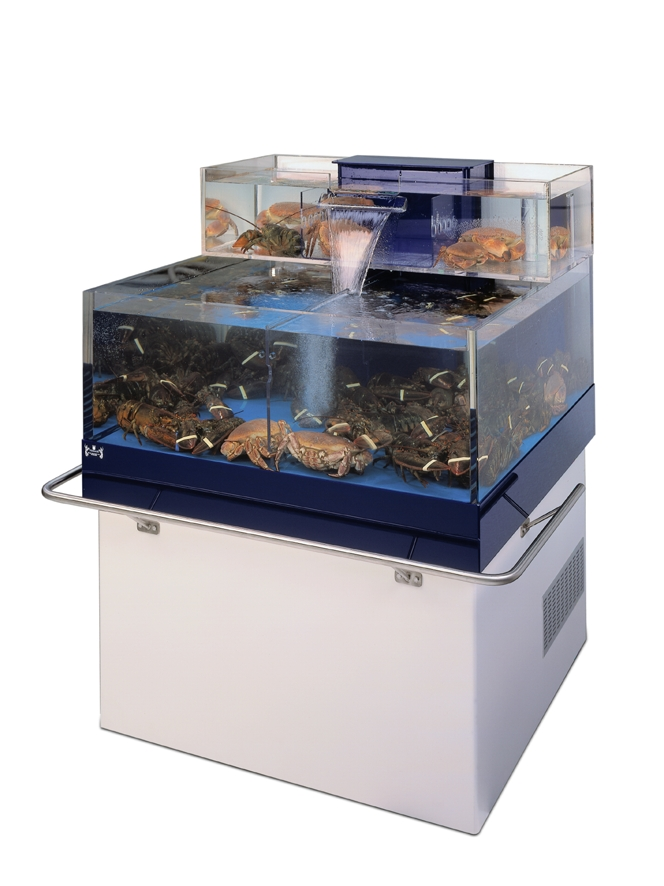
Homarium

Een homarium is een leefsysteem voor schaaldieren.
Rond 1975 werd er in België een bedrijf opgericht dat dergelijke leefsystemen fabriceert. Het bedrijf draagt de naam Homarium en is erin geslaagd de bedrijfsnaam om te zetten naar een productnaam (homarium is zelfs opgenomen in de Dikke Van Dale).
Via een gekoeld en gefilterd gesloten watersysteem worden de dieren in een optimale conditie gehouden. Dit zowel in een zeewater- als in een zoetwatertoepassing. In vele restaurants, vishandels, supermarkten wordt een dergelijk homarium aangetroffen. In de zuidelijke landen is het een traditie dat u uw eigen exemplaar mag uitkiezen tussen de aanwezige dieren.
Niet alleen kreeft voelt zich thuis in een homarium maar ook rivierkreeft, krabben, langoest en beerkreeft. Tevens kunnen vissen zoals tilapia, karper, forel, paling of (kweek)tarbot perfect overleven in een homarium.